# Фајли (Небраска)
Фајли (енгл. Filley) град је у америчкој савезној држави Небраска.

## Демографија
По попису из 2010. године број становника је 132, што је 42 (-24,1%) становника мање него 2000. године.
| Група             | 2000.       | 2010.       |
| Белци             | 170 (97,7%) | 131 (99,2%) |
| Афроамериканци    | 0 (0,0%)    | 0 (0,0%)    |
| Азијати           | 0 (0,0%)    | 0 (0,0%)    |
| Хиспаноамериканци | 4 (2,3%)    | 0 (0,0%)    |
| Укупно            | 174         | 132         |